# Золтан Веррасто
Золтан Веррасто (угор. Verrasztó Zoltán, 15 березня 1956) — угорський плавець, олімпійський медаліст.

## Виступи на Олімпіадах
| Олімпіада     | Дисципліна                             | Місце     |
| ------------- | -------------------------------------- | --------- |
| Мюнхен 1972   | плавання на 1500 метрів вільним стилем | 3 h6 r1/2 |
| Мюнхен 1972   | плавання на 100 метрів на спині        | 2 h1 r1/3 |
| Мюнхен 1972   | плавання на 200 метрів на спині        | 7         |
| Монреаль 1976 | плавання на 100 метрів на спині        | 7 h2 r2/3 |
| Монреаль 1976 | плавання на 200 метрів на спині        | 8         |
| Монреаль 1976 | 400 метрів, комплексне плавання        | 6 h5 r1/2 |
| Москва 1980   | плавання на 100 метрів на спині        | 7 h1 r2/3 |
| Москва 1980   | плавання на 200 метрів на спині        | 2         |
| Москва 1980   | 400 метрів, комплексне плавання        | 3         |
| Москва 1980   | комплексна естафета 4 × 100            | 6         |